# Ferran Colom
Ferran Colom, Hernando o Fernando Colón en castellà, (Còrdova, 15 d'agost de 1488 - Sevilla, 1539) fou principalment un cosmògraf, bibliòfil i destacat humanista. Conreà diverses arts i facetes: viatger i savi, cosmògraf, bibliòfil i bibliògraf de primer ordre, escriptor i poeta, apassionat tant de les lletres com les arts, mantenint una correspondència continua amb els més cèlebres literats del seu temps, etc.
Se n'anà a Amèrica en el darrer viatge del seu pare (1502) i hi tornà posteriorment (1509) en companyia del seu germà Diego, que havia rebut el nomenament de governador d'Hispaniola. Poc temps després tornà a Sevilla per atendre els afers dels anomenats plets colombins. Reuní una de les més grans biblioteques de l'època: La biblioteca Colombina, o Ferrandina.

## Vida
Segon fill de Cristòfor Colom, fruit de la relació d'aquest amb Beatriz Enríquez de Arana. Els primers anys de sa infantesa restà amb sa mare a Còrdova. Entrà al servei del príncep Joan com a patge, junt amb el seu germà Diego, i posteriorment, a la mort del príncep (1497), ho va ser de la reina Isabel. La seva estada en la cort i la influència del seu preceptor Pere Màrtir d'Angleria el portaren, probablement, a inclinar-se de manera quasi exclusiva al món del llibre i la cultura.
Va acompanyar al seu pare en el quart viatge d'aquest a Amèrica, dels 13 als 15 anys. Després de la mort del seu pare acompanyà al seu germà Diego al Nou món quan aquest fou nomenat Governador, retornant a la península uns mesos més tard per tal de defendre els interessos de la família Colom davant l'incompliment per part de la Corona dels pactes fets amb l'Almirall, en els nomenats plets colombins.
L'any 1512, arran de la seva insatisfacció per la sentència del 5 de maig de 1511, sol·licita als reis llicència per a dedicar-se a descobrir nous territoris, però Ferran el Catòlic li negà.
En aquestes dades Fernando ja havia escrit un parell d'obres, avui desaparegudes: De concordia i Forma de descubrir y poblar en Indias. Aquestes obres són considerades per alguns autors com a plagis de l'obra del seu pare.
Fernando viatjà a Itàlia, del 1512 a 1513, arran d'un plet del seu germà a Roma i en una missió diplomàtica per al Papa, encomanada pel rei Ferran el Catòlic, arran de la Batalla de Ravenna.
El 1517 va iniciar la primera cosmografia d'Espanya, fet que el portà a viatjar arreu de la geografia de la península tot recollint informes de molts pobles. No obstant no la va poder acabar, l'any 1523 Carles I de Castella i d'Aragó prohibí expressament que seguis amb l'empresa. No obstant recollí els informes rebuts i col·lectats en dos llibres provisionals: Itinerario i Vocabulario.
Acompanyà la cort del rei Carles, essent present quan el pare Las Casas és rebut pel rei a Molins de Rei, el 12 de desembre de 1519, i on Las Casas pronuncià el seu discurs universal denunciant les injustícies contra els "indis". Acompanyà al rei en el seu primer viatge per Alemanya, arran de la seva elecció com a emperador, i amb ell estigué als Països Baixos, on conegué Erasme de Rotterdam, el qual li regalà un exemplar, signat i dedicat del Antibarbarorum liber per a la seva biblioteca.
Arran de la seva faceta de bibliòfil Fernando esdevé en un viatger inquiet, tal com ens indica en el seu propi testament: «de proveir-se sempre (i.e. sols) de llibres a Sevilla o a Salamanca, hi haurà infinits llibres de què mai tindré notícia, ni es portaran a la llibreria, perquè mai es porten a aquestes parts (i.e. a Espanya)». Viatja per tot Europa, sempre atent a l'adquisició de nous llibres, visitant, entre d'altres, Anvers, Lió, Nuremberg, Roma, París i Venècia, centres importants de la impremta i el llibre europeu.
El 1524 fou, com a cosmògraf, membre d'una comissió encarregada de resoldre, a Badajoz amb els portuguesos, la situació i pertinença de les illes Moluques. Així mateix, en aquest vessant de cosmògraf, i donades les crítiques que feu envers la doble graduació i els errors dels mapes nàutics, el 1526 se li va encarregar la composició d'una carta nàutica que servis com a patró. Treball que no s'arribà a completar.

## Biblioteca
Després de la mort del seu pare, Fernando va heretar la biblioteca personal de Colom; el que resta d'aquests volums conté informació molt valuosa sobre Colom, els seus interessos, i les seves exploracions. Arran d'aquesta herència, hauria pogut tenir una solvent economia, no obstant Fernando es veié forçat, pel seu germà Diego i la seva dona Maria Toledo, a renunciar a l'herència del seu pare, i mantingué la seva fortuna gràcies als ingressos que rebé de la monarquia, principalment de banda del rei Carles. Fernando emprà gran part dels seus ingressos en l'adquisició de llibres, fet que el va dur a formar una extensa biblioteca personal que superà la xifra de 15.000 volums. Aquesta biblioteca va ser força freqüentada per erudits, tant espanyols com d'altres contrades, com, per exemple, el neerlandès Erasme de Rotterdam.
A banda de la seva mida, la biblioteca és única en diversos aspectes: en primer lloc, Fernando comprovava personalment tots i cadascun dels llibres que ell o els seus associats adquirien, tot registrant la data de compra, la ubicació i quant se'n va pagar. En segon lloc, va tractar d'aprofitar-se d'un desenvolupament tecnològic recent, la impremta, tot mirant d'adquirir la major part de les seves compres en format de llibres impresos en lloc de manuscrits. Com a resultat, la biblioteca va adquirir un nombre important (en l'actualitat 1.194 títols) d'incunables, o llibres impresos entre els anys 1453-1500. En tercer lloc, contractà a jornada completa bibliotecaris que, (com va assenyalar l'estudiós Klaus Wagner), estaven obligats a viure sota la premissa que la seva principal prioritat seria la pròpia biblioteca.
Fernando va indicar, al seu testament, la seva voluntat explícita de garantir que la biblioteca es mantingués després de la seva mort, en concret que la col·lecció no es vengués i que s'adquirissin nous volums. En aquest testament Fernando elaborà un veritable reglament vers la conservació i augment de la biblioteca: menciona les rendes que es dedicaran a l'adquisició de noves obres, a la conservació del material i a les persones que n'hauran de tenir cura. Disposa com han d'estar col·locats els volums, indica la necessitat de dur un registre, etc. Fins i tot detalla, i ordena, que cada sis anys s'havia d'enviar un comprador a Itàlia per tal d'adquirir nous volums.
Malgrat aquesta provisió, la propietat de la biblioteca va ser impugnada diverses dècades després de la mort de Fernando, fins que va passar a mans de la Catedral de Sevilla. Durant el temps en què la propietat de la biblioteca fou disputada, el volum d'aquesta es reduí fins al voltant dels 7.000 títols. No obstant això, la biblioteca, rebatejada com a Biblioteca Colombina, ha estat ben gestionada per la Catedral i avui és accessible per a la seva consulta per acadèmics, estudiants i bibliòfils per igual.

### La col·lecció d'estampes
A la Biblioteca Colombina de Sevilla es conserva un manuscrit que descriu les 3.204 estampes de la col·lecció d'Hernando Colón, la seva excepcional biblioteca, possiblement la més gran d'Europa de caràcter privat, englobava la col·lecció d'estampes. Tot i que majoria de les estampes, igual que el que passà amb els llibres, han desaparegut. Ens ha arribat una sèrie d'inventaris dissenyats i elaborats amb molta cura que constitueixen la primera classificació sistemàtica de llibres i estampes.
El manuscrit que descriu les estampes és l'únic inventari conegut d'una col·lecció d'estampes de la primera meitat del segle xvi, època en què la producció i el col·leccionisme d'estampes encara es trobava en els seus inicis.
Quant a l'origen de les estampes de la col·lecció, el percentatge ens mostra un contrast molt marcat, ja que les de l'escola alemanya (que inclouen les suïsses) representen aproximadament el 70% del total, mentre que les italianes i les holandeses se situen entre el 20 i el 10%, respectivament. De totes elles, el 60% eren de temàtica religiosa. També hi consten molts retrats, la majoria de membres de la reialesa o grans aristòcrates. Malgrat l'apogeu dels gravats de temàtica clàssica, l'inventari de la col·lecció en descriu una quantitat força minsa.

### Repertoris bibliogràfics
Les primeres notícies sobre aquests repertoris les trobem recollides en el testament d'en Ferran, en el qual insta que aquests se segueixin elaborant com a objectiu principal. Els esmentats repertoris es poden dividir en tres grans grups: fitxers alfabètics, topogràfics i documentalistes.
En el primer grup (alfabètics) hi trobem l'Abecedarium A, assaig d'un índex format per assentaments que sols recullen el nom de l'autor, el de l'obra i el número que tenia en el llibre Registrum A, essent l'origen de l'Índex General Alfabètic o Abecedarium B i Supplementum.
L'Abecedarium B és l'índex clau de tots els repertoris, essent de confecció revolucionària en la seva època. Està format per 15.344 assentaments.
Els esmentats assentaments es divideixen en tres categories: 
1. Les obres d'autor conegut, indexades pel nom de l'autor (ordenat per nom propi) i nom de l'obra. Si hi ha diverses obres del mateix autor, es relacionen les unes sota les altres.
2. Les obres anònimes, indexades per la paraula més important del títol
3. Les obres ordenades segons les primeres paraules del text.

Per a les dues primeres categories l'Abecedarium B recull, després de l'autor o el títol:
- l'inicial del lloc d'impressió i l'any d'edició
- 3 números (subratllats) que corresponen al Resgistrum B; Matèries (dins un quadre obert en la part superior) i Epítoms (dins d'un quadrat)

També hi són presents, si bé en no tots els registres:
- La llengua
- La condició de manuscrit
- Símbols que fan referència a les dimensions del llibre, columnes, etc.

A partir de l'Abecedarium B es generen l'Abecedarium B bis (índex d'autors i obres) i l'Abecedarium C (índex d'autors i ciències o matèries)
Quant als repertoris topogràfics, el primer d'aquests és el Registrum A, també conegut com a Memorial dels llibres naufragats(Memorial de los libros naufragados), ja que en ell hi trobem recollits els 1.365 llibres que envià Fernando de Venècia a Sevilla i que es perderen en un naufragi. Posteriorment s'elaborà el Registrum B: atesa la gran quantitat de volums Fernando elaborà aquest donant-li una nova ordenació. El Registrum B consta de 4.231 assentaments on es descriuen minuciosament les obres. El seu esquema és: número assignat al llibre, autor i títol, íncipit i éxplicit, parts del llibre, dades d'impressió (impressor, ciutat i data) i dades de compra (lloc, data i preu).

## Plets colombins
Fernando representà un paper clau en els plets colombins i principalment en l'etapa clau d'aquests, entre els anys 1508 i 1536. Hernando actuà amb plens poders en nom del seu germà Diego situant-se al davant d'aquests.

## Biografia del seu pare

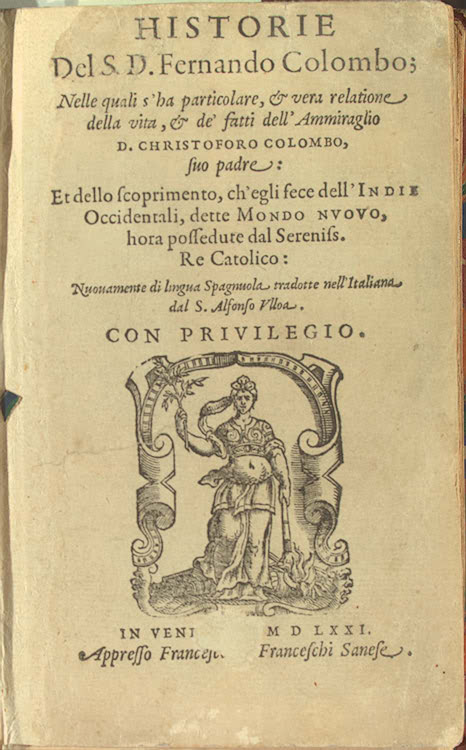
Coberta del llibre Historiae.

Fernando escrigué la Biografia del seu pare: Historie del S.D. Fernando Colombo; Nelle quali s'ha particolare, e vera relatione della vita e de fatti dell' Almiriaglio D. CRISTOFORO COLOMBO, suo padre: Et dello scoprimento ch'egli fece dell'INDIE Occidentali, delle MONDO NUOVO, hora possedute dal Sereniss. Re Catolico: Nuovamente di lingua Spagnola tradotte nell'italiana del S. Alfonso Ulloa, publicat a Venècia el 1571, en italià i que no va ser publicat en castellà fins al 1749.
Fernando n'escrigué el manuscrit en castellà entre els anys 1537 i 1539 l'original del qual és perdut. Es considera que el manuscrit original va ser venut al traductor per Luis Colón, net del descobridor. Donada la manca del manuscrit original s'han conjecturat diferents teories envers l'obra publicada, així hi ha historiadors que afirmen que està manipulat pel traductor, d'altres afirmen que la manipuladora va ser Luisa de Carbajal, dona de Luis Colón amb el fi de defensar els interessos del seu fill Cristóbal Colón y Carbajal i també hi ha qui pensa que no és de la mà d'Hernando sinó que es tracta d'un esborrany del llibre de Bartolomé de las Casas.
Malgrat les crítiques al voltant de l'obra, i l'apassionament vers tot el relacionat amb Colom o els seus adversaris, el cert és que aquesta és una valuosa font d'informació i coneixement, tant per a la història dels descobriments colombins com pels primers assentaments espanyols a Amèrica; alguns documents actualment perduts han perdurat mitjançant aquesta obra, com la relació de l'ermità fra Ramon Pané, considerada un valuós testimoniatge sobre les creences, costums i mitologia antillana.
Per a l'elaboració de l'obra Fernando compta amb informació de primera mà, tot tenint els diaris de bord i les relacions del seu pare. No obstant cal indicar que l'obra no menciona certs comportaments del seu pare, així com la manca de gran part de les dades biogràfiques del Cristòfor Colom anteriors a 1492.

### Origen i finalitat
Dins de l'entramat que formen els Plets colombins, el 27 d'agost de 1534 es dictà la Sentencia de Dueñas la qual fou més negativa i contrària als interessos de la família Colom que les anteriors. Arran d'aquesta sentència s'instruí una apel·lació a aquesta, tant per la part colombina com pel representant de la Corona. Arran d'aquest, el 9 d'agost de 1535, el fiscal Villalobos vol donar un tomb al procés i presentà un escrit al·legant que Cristòfor Colom fos el descobridor exclusiu d'Amèrica, tot argumentant que el protagonisme i prioritat d'aquest devia atribuir-se als germans Pinzón, àdhuc que argumentava que respectar els privilegis colombins la Corona i els pobladors de les Índies en sortirien greument danyats. Poc després el fiscal presentà el testimoni de Juan Martín Pinzón, fill hereu de Martín Alonso Pinzón, el qual, al·ludint a un acord verbal entre el seu pare i Colom per tal de repartir-se els beneficis del descobriment, cedia i traspassava els seus drets, a aquesta suposada meitat, a la Corona Reial de Castella. En definitiva: el fiscal del cas posava en dubte el que havia estat reconegut a Colom fins al moment. El "muntatge" del fiscal tenia un objectiu clar: si Cristòfor havia arribat alt, fou gràcies al Descobriment; demostrat que aquest no fou obra seva, conseqüentment el pedestal de privilegis que tenia havia de derruir-se.
L'estratagema del fiscal traspassà el marc dels plets colombins: la teoria llençada per Villalobos recollí seguidors i divulgadors: el Setembre de 1535 Gonzalo Fernández de Oviedo publicava, a Sevilla, la primera part de la seva Historia General de las Indias en la qual sorprèn el fet d'equiparar les Antilles amb les illes Hespèrides i fabular entorn la pertinença d'aquestes al regne. Deixant "caure", a més, algunes crides a l'atenció sobre certs punts foscos de la biografia de Colom, amb visos de rumor estès, com la llegenda del pilot anònim o el fet d'haver ocultat als reis el descobriment de les perles. El descobriment per part de Colom i la seva figura començava a posar-se en entredit.
Arran d'aquests fets Fernando comença a elaborar la Història de l'Almirall. La finalitat d'aquest és clara: enaltir la persona i els fets de Cristòfor Colom.
| «                                                | Sent jo fill de l'Almirall D. Cristòfor Colom, baró digne d'eterna memòria, que va descobrir les Índies Occidentals, [...], semblava que, entre les altres coses que he escrit, havia de ser una i la principal la seva vida [...]. Jo m'apartava d'aquesta empresa sabent que molts altres ho havien intentat; però llegint les seves obres, vaig trobar el que sol passar en la major parts dels historiadors, els quals engrandeixen o disminueixen algunes coses, o callen el que justament deurien escriure amb molta particularitat. Més vaig determinar prendre al meu càrrec la penyora i fatiga d'aquesta obra, creient que serà millor per a mi tolerar el que es volgués dir contra el meu estil i atreviment, que deixar sepultada la veritat del que pertany a tal il·lustre Baró, doncs puc consolar-me que si en aquesta obra meva es trobés algun defecte, no serà el que pateixen la major part dels historiadors, que es poca i incerta la veritat del que escriuen. [...] | » |
| — Fernando Colón, Història de l'almirall. Proemi | |   |

### Evolució historiogràfica
Com ja s'ha indicat l'original de don Fernando s'ha perdut, no obstant el pròleg de l'obra indica que aquest manuscrit fou cedit per Luis Colón, Tercer Almirall d'Índies i nebot de Ferran, a Baliano de Fornari, genovès, el qual es compromet a editar-lo en castellà, italià i llatí. Fornari, ja a Itàlia, encarrega la tasca d'impressió del llibre. L'obra és editada finalment a Venècia el 25 d'abril de 1571 en italià. L'obra obté una gran difusió a Itàlia. La primera traducció al castellà no es feu fins a l'any 1749 a càrrec de A.González Barcia, titulant-la Historia del Almirante D. Cristóbal Colón (titul que ha fet fortuna i és el que comunament és emprat per a referir-se a aquesta).
Quant a l'autoria del llibre no hi ha un consens entre els historiadors, essent una qüestió discutida des de mitjan segle xix. A grans trets es poden resumir les diferents hipòtesis en tres grans grups:
- Els que neguen l'autoria de l'obra a Ferran, totalment o parcialment. Bartolomé José Gallardo i H. Harrisse foren els primers postuladors d'aquesta en l'ultím terç del segle xix tot atribuint a un altre autor els clarobscurs de l'obra. En el segle XX pren força, entre els defensors d'aquesta hipòtesi, que l'obra fou escrita pel pare las Casas.[17]
- Els que accepten com a autor parcial a Hernando, essent aquest l'autor de la part que es refereix als viatges i descobriments. Però creuen que la resta, principalment els primers capítols, que tracten vers l'etapa anterior al 1492, no és obra de Ferran.
- Els que defenen l'autoria total per part de Ferran, tot reconeixent que la dita obra, per diferents motius, no és del tot fiable.

Les divergències vers l'autoria i la fiabilitat de l'obra no posen en dubte, però, el valor d'aquesta: és, sens dubte, una font imprescindible per qui estudia el descobriment d'Amèrica i la vida de Cristòfor Colom. Alguns documents colombins, perduts, són coneguts gràcies a aquesta obra; la discutida carta de Toscanelli només és tramesa per Ferran; el relat de fra Ramon Pané; el relat de Ferran del quart viatge de Colom, en el qual fou present, el converteixen en peça cabdal. I així en gran quantitat de passatges i notícies recollides en les seves pàgines.